# NGC 5980
NGC 5980 is een spiraalvormig sterrenstelsel in het sterrenbeeld Slang. Het hemelobject werd op 19 maart 1787 ontdekt door de Duits-Britse astronoom William Herschel.

## Synoniemen
- UGC 9974
- MCG 3-40-26
- ZWG 107.25
- IRAS 15391+1556
- PGC 55800